# Kleine Vettenoordsche polder
De Kleine Vettenoordsche polder is de naam van een polder en een voormalig waterschap in de voormalige gemeente Vlaardingerambacht en de gemeente Vlaardingen, in de Nederlandse provincie Zuid-Holland.
Het waterschap was verantwoordelijk voor de drooglegging en de waterhuishouding in de polder.
De polder grenst in het noorden aan de Aalkeet-Binnenpolder, en in het oosten aan de Groote Vettenoordsche polder.